# Котов, Михаил Иванович
Михаи́л Ива́нович Ко́тов (27 октября [9 ноября] 1896, Задонск, Воронежская губерния — 25 августа 1978, Киев) — советский ботаник-систематик, геоботаник, исследователь флоры сосудистых растений Украины, Закавказья, Сибири, Урала и других областей России. Заслуженный деятель науки УССР (1969) и Заслуженный деятель науки БАССР (1967), Лауреат Сталинской премии (1951) и Государственной премии УССР в области науки и техники (1969), профессор, доктор биологических наук.

## Биография
Среднее образование получил в 3 Харьковской мужской гимназии. 

1917—1922 гг. — студент Харьковского университета, физико-математический факультет, одновременно лектор курсов Наробраза и Дорпрофсоюза. 

1920—1922 гг. — служба в Красной Армии. 

1922—1927 гг. — специалист-геоботаник Наркомзема УССР. 

1923—1926 гг. — аспирант кафедры ботаники Харьковского института народного просвещения. 

1927—1930 гг. — научный сотрудник кафедры ботаники Наркомпроса. 

1931—1938 гг. — заведующий отделом дикорастущих растений Института прикладной ботаники. 

1938—1941 гг. — старший научный сотрудник Института ботаники АН Украины. 

1941—1943 гг. — заведующий отделом высших растений Института ботаники АН УССР (г. Уфа, г. Москва). 

1943 г. — профессор по специальности систематика и география растений и геоботаника. 

1943—1972 гг. — заведующий отделом систематики высших растений Института ботаники АН УССР. 

1972—1978 гг. — старший научный сотрудник-консультант отдела систематики высших растений Института ботаники АН УССР.

## Научная деятельность

### Виды, описанные М. И. Котовым
| - Agropyrum karadaghense - Alyssum cretaceum - Alyssum tenderense - Artemisia cretaceae - Centaurea czerkessiaca - Centaurea paczoskii - Chaenorrhinum klokovii - Cyclamen kusnetzovii - Daphne taurica - Daucus australis | - Diplotaxis cretacea - Erucastrum cretaceum - Genista borysthenica - Genista donetzica - Hieracium donetzicum - Lotus hypanicus - Linaria bessarabica - Linaria uralensis - Medicago erecta - Odontites salina | - Orobanche cumana subsp. parviflora - Orobanche sarmatica - Paeonia lithophila - Peucedanum euphimiae - Peucedanum lubimenkoanum - Polygala cretacea - Polygala moldavica - Prunus moldavica - Prunus stepposa - Pulsatilla donetzica | - Rhododendron polessicum - Scabiosa taurica - Scrophularia donetzica - Seseli tenderiense - Stachys krynkensis - Statice oblongifolia - Taraxacum tauricum - Theucrium cretaceum - Ulmus wyssotzkyi - Veronica steppacea |  |

## Виды, названные в честь М. И. Котова
Высшие растения:
| - Asperula kotovii Klokov - Herniaria kotovii Klokov | - Medicago kotovii Wissjul. - Polygonum kotovii Klokov | - Agrotrigia kotovii Tzvelev - Alyssum kotovii Iljinskaja | - Elytrigia kotovii Dubovik - Euphorbia kotovii Klokov |  |

Мхи:
- Bryum kotovii Lazarenko.

Лишайники:
- Placodium kotovii Oxner,
- Xanthoanaptychia kotovii S.Kondr. и I.Kudratov